# Wojnicz
Wojnicz est une ville historique de Pologne datant du IXe siècle, située dans le sud du pays, dans la voïvodie de Petite-Pologne. Elle est le chef-lieu de la gmina de Wojnicz, dans le powiat de Tarnów. Pendant son histoire millénaire, la ville a souffert les incendies au moins huit fois. Depuis 1109 la paroisse est dédiée à Saint Laurent, martyre romain qui figure aussi sur le blason de la ville. Son droit urbain accordé en 1239, est supprimé en 1934 et restitué en 2007.

## Géographie
Wojnicz se situe sur le Dunajec, confluent important de la Vistule. Le site de la ville se trouve sur la frontière de deux zônes géographiques distinctes: d'une part le bassin de Sandomierz et de l'autre la chaîne des Carpates occidentales dominant la ville au sud. Elle est sur le carrefour de la Route européenne 40 et la nationale 975 entre Dąbrowa Tarnowska et Nowy Sącz.

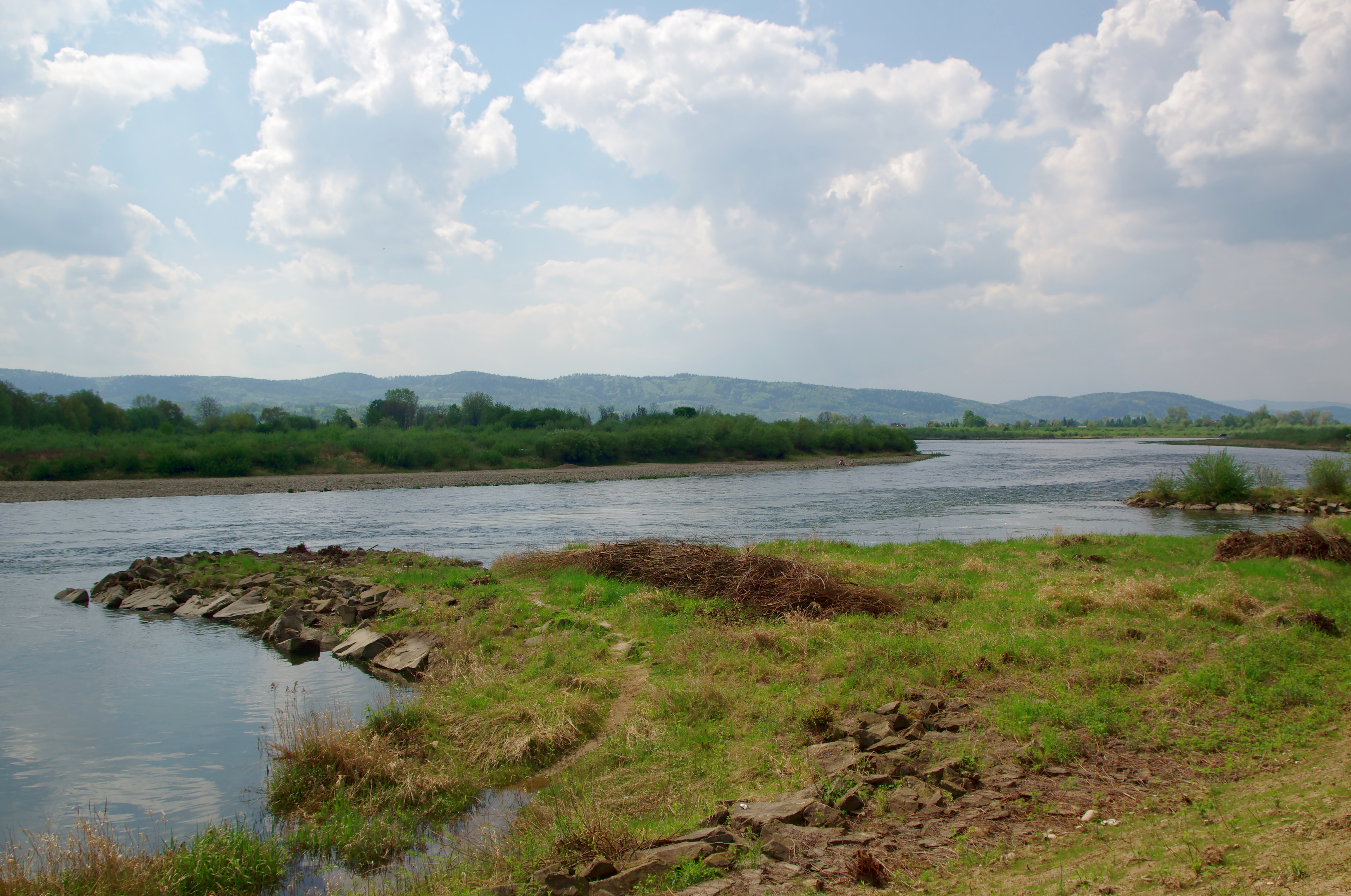
Dunajec au pied de Melsztyn

## Origines du nom
En 1217 la ville est nommée Woynicze. En 1224, le nom parait comme Woyniz, et par la suite en 1239, Woynicz. Deux philologues polonais, Kazimierz Rymut et Stanisław Rospond estiment que le nom Wojnicz dérive du surnom Wojna, racine du mot "guerre" ou "guerrier" en polonais, qui se transforme d'abord en Wojnice puis Wojnic, et finalement en Wojnicz.

## Histoire
Wojnicz est une des plus anciennes villes de la Petite-Pologne ainsi que de la Pologne. Des fouilles archéologiques ont permis d’établir qu’au néolithique le site était déjà habité. Une ville est apparue au Xè siècle, tirant avantage de sa situation sur d’importantes routes commerciales entre la Pologne et la Hongrie qui descendaient au Danube et l'Empire byzantin. La première mention historique de la ville date du début du XIIe siècle quand le chroniqueur Gallus Anonymus la range dans les principales villes polonaises, aux côtés de Cracovie. Avant les inondations et le changement du litoral du fleuve Dunajec vers l'est, ce fut le cite d'une fortification aujourd'hui largement disparue.
Quand Boleslas III le Bouche-Torse partage la Pologne entre ses fils, issu du démembrement territorial du royaume de Pologne. En 1239, alors qu’il n’a que 13 ans, Boleslas V est fiancé à Wojnicz avec Kinga de Pologne, la fille du roi Béla IV de Hongrie, âgée de 5 ans. Le mariage aura lieu en 1247. À ce moment la ville est accordée un Privilège urbain, confirmé dans les chroniques le 25 novembre 1278, qui en 1349 se transforme formellement en droits de Magdebourg.
À la suite de la réunification des territoires polonais au XIVe siècle, la Castellanie de Wojnicz est intégrée au royaume. Une commune juive y est créée. À cette époque, la ville compte 3 000 habitants et est une des plus grandes villes du pays. Au milieu du XIVe siècle, Wojnicz est incendiée encore une fois.
Déjà en 1465 une chronique de Jan de Lutowic décrit l'église de St. Léonard, en tant que filiale de la collégiale de Wojnicz, comme possédant une Infirmerie pour les pauvres et sa propre ferme pour nourrir les patients.

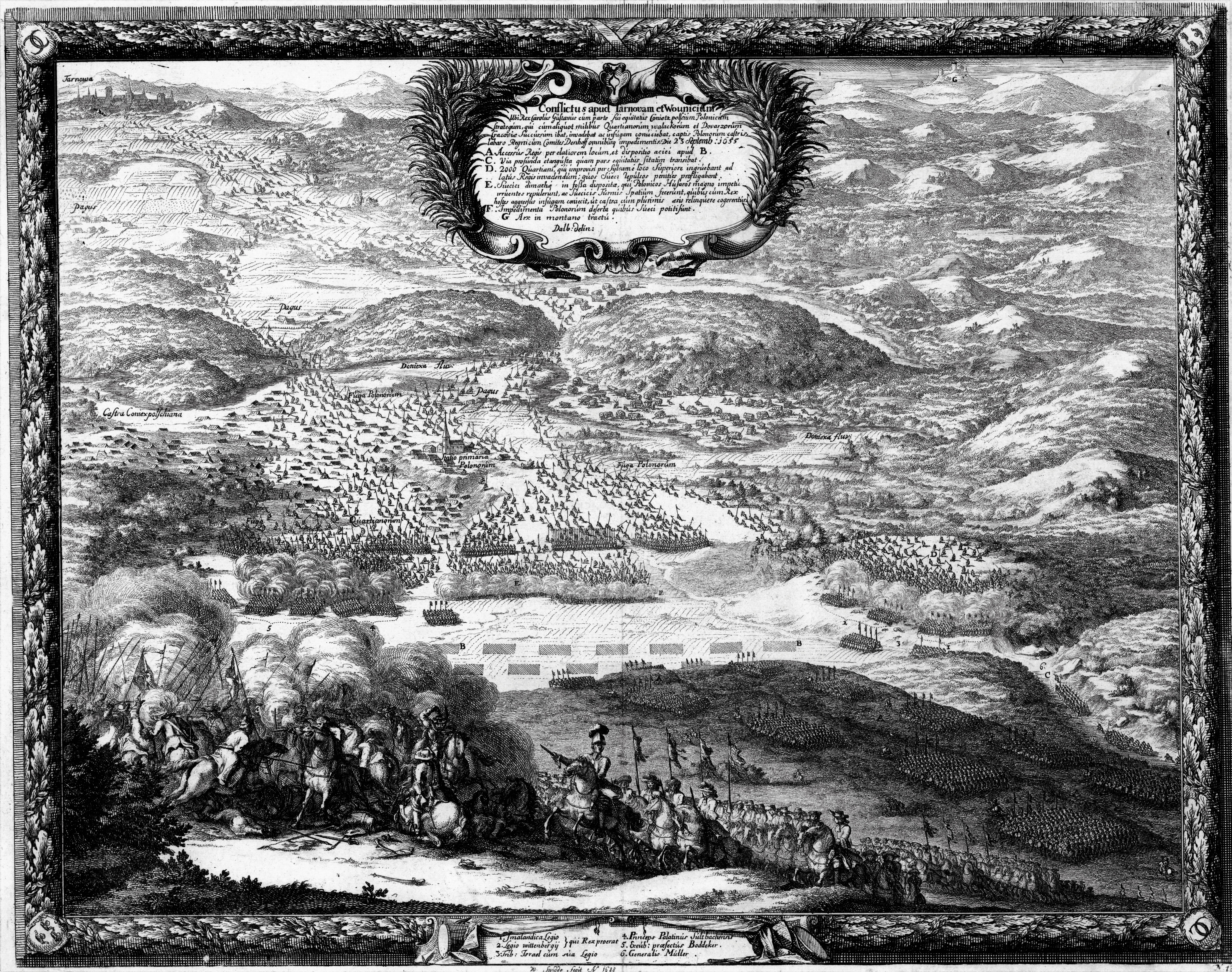
Bataille de Wojnicz, entre les forces de Koniecpolski et de du duc de Smaland

La ville a continué à prospérer jusqu’au XVIIe siècle. L’âge d’or de la ville a brutalement pris fin le 23 septembre 1655 quand a eu lieu la Bataille de Wojnicz entre les forces polonaises et celles des Suédois victorieux qui s’emparent de la ville durant le Déluge, une des périodes les plus sombres de l’histoire de la Pologne. Après avoir brièvement occupé la ville, les Suédois se sont retirés après avoir détruit le centre-ville et fortement endommagé les autres constructions. Par la suite, la régression économique de la Pologne affecte fortement la ville. Un grand incendie en 1702, lors de la Guerre du nord et le premier partage de la Pologne en 1772, qui place Wojnicz en Autriche, contribuent au déclin de la ville.

## Culture locale et patrimoine

### Lieux et monuments
- Collegiale Saint Laurent
- Clocher de la Collegiale XVIè
- Église Saint-Léonard en bois

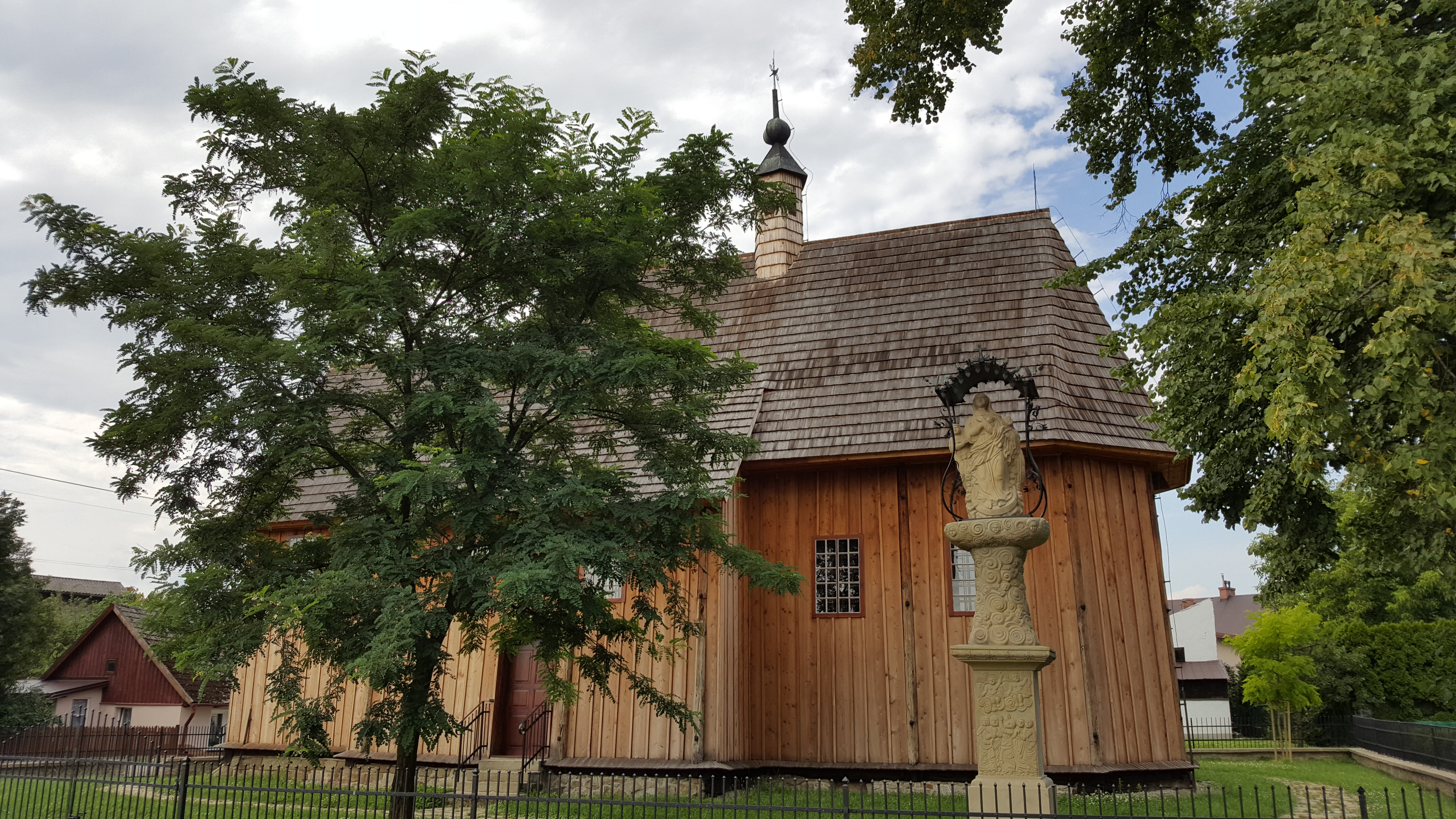
Église Saint-Léonard XVIè à Wojnicz

- Cimetières militaires, no. 282 et 285
- Cimetière municipal
- Chapelle Notre-Dame-de-Lorette
- Château Néogothique des Dąmbski
- Monument de Saint Florian de Lorch (1843) au centre de la Place du Marché (Rynek) à l'emplacement de l'ancien Hotel de ville, incendié en 1831.
- Monument d'Indépendance et Mémorial (1934) pour les morts de la Première Guerre mondiale, Place du Marché.

### Plaques commémoratives
Entre autres, se trouvent dans le centre-ville:
- Sur le mur de Findrówka, Place du Marché (Rynek), no. 29: une plaque pour la visite de Sainte Cunégonde en 1239.

Une deuxième plaque au même endroit commémore la visite de Sainte Hedwige Ire de Pologne le 13 novembre 1394.
- Pierre commémorative sur l'emplacement de l'Hôtel de ville (1575), disparu en 1831.
- Plaque commémorative des arrestations pendant la Deuxième Guerre mondiale au pied de la statue de Saint Florian.

### Parcs et espaces verts
- Parc municipal

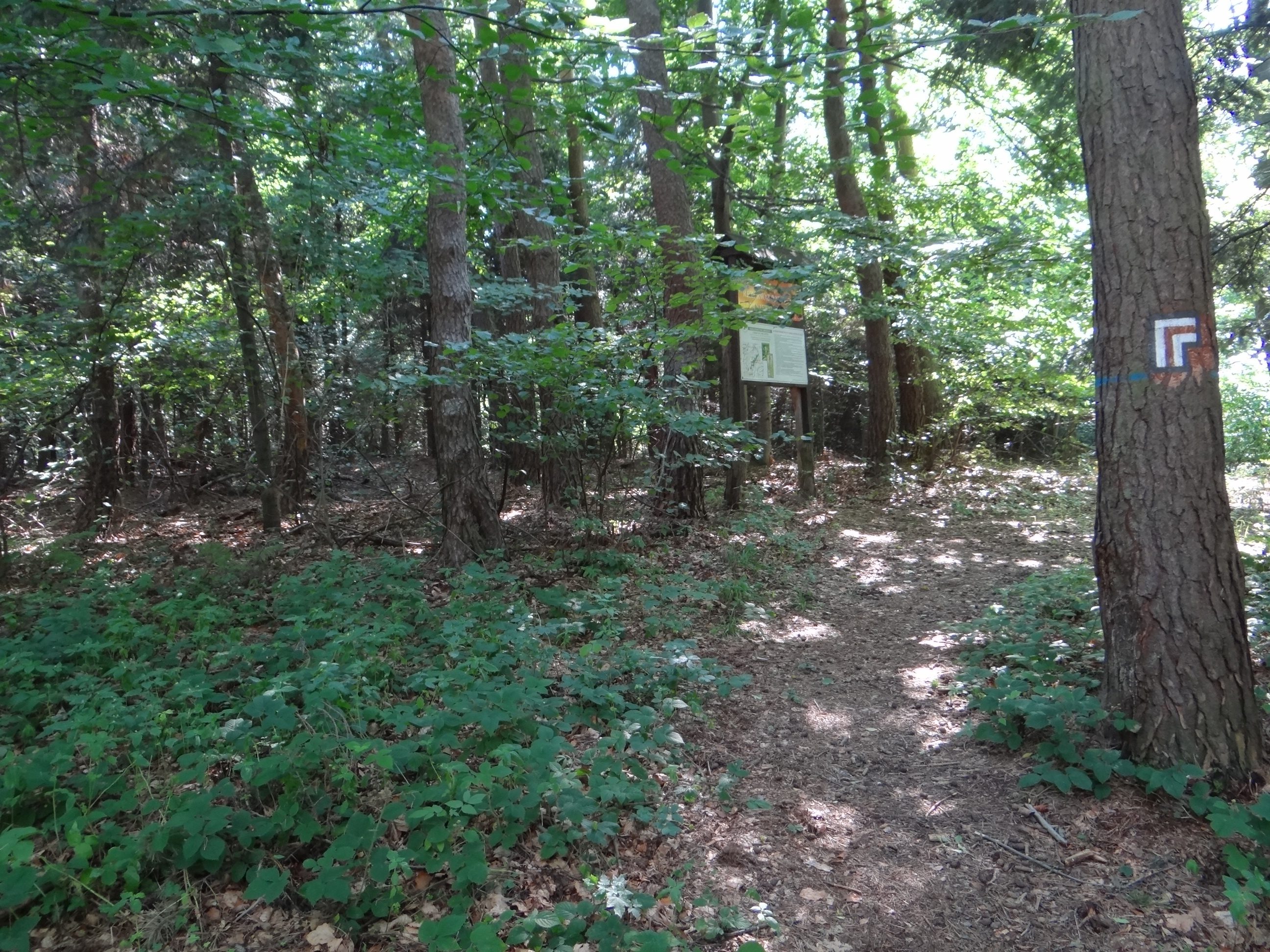
Reserve naturelle de Panieńska Góra

- Reserve naturelle de Panieńska Góra

### Musées
- Maison Régionale - musée

### Cinéma et loisirs
- Cinéma Wawel
- Galerie Findrówka

### Chemins pédestres
- Chemins de Compostelle: Chemin de Petite-Pologne, étapes de Sandomierz à Cracovie
- Les treize châteaux, Châteaux forts du Dunajec: Melsztyn 8km et Trzewlin 10km

### Personnalités liées à la commune

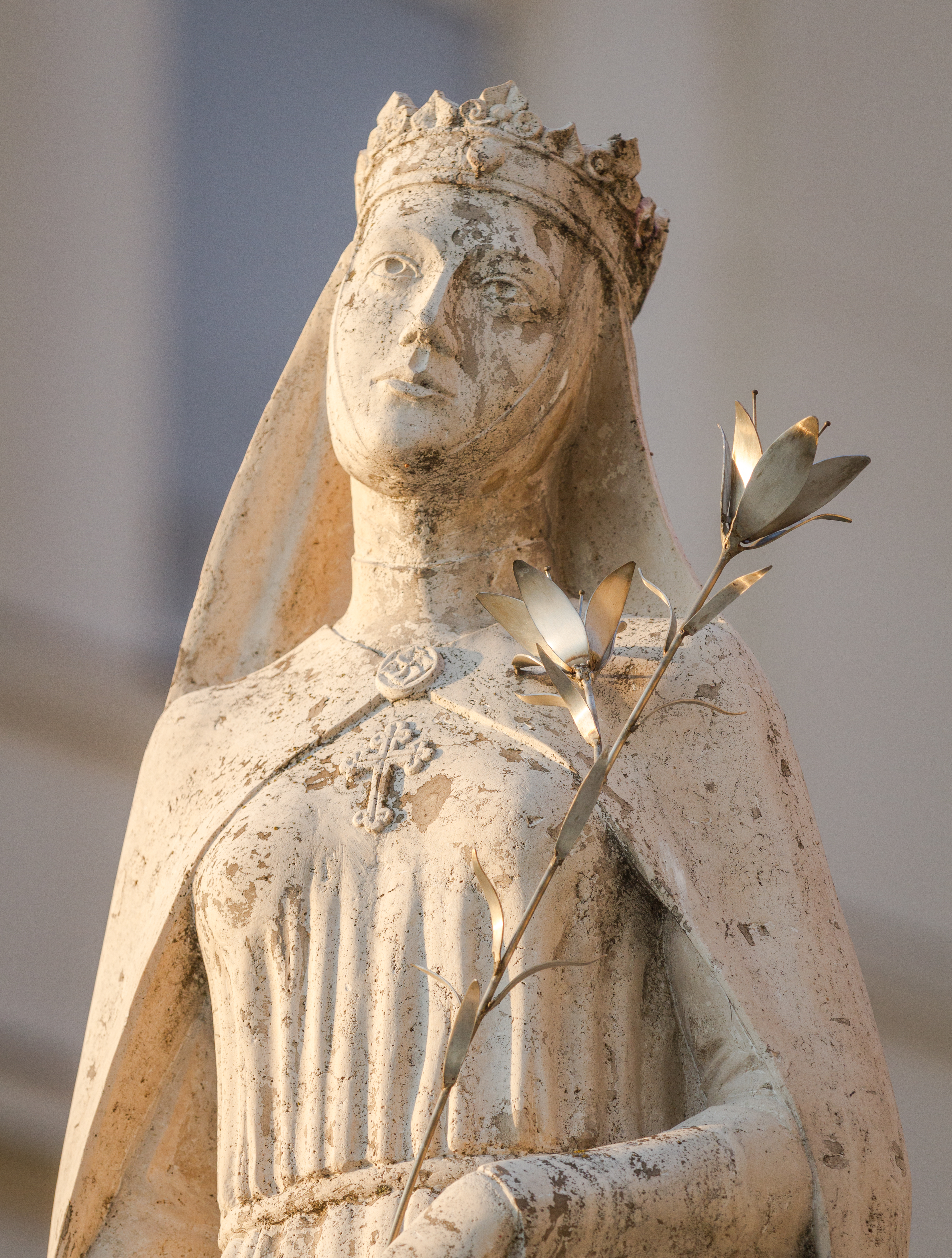
Statue de Sainte Cunégonde de Budapest

- Kinga de Pologne, princesse hongroise fiancée au futur roi de Pologne, Boleslas, lors de leur passage à Wojnicz
- Boleslas V le Pudique, roi de Pologne et mari de Sainte Cunégonde
- Jan Tarnowski, castellan depuis 1522
- Mikołaj Mielecki, castellan en 1569, électeur de Henri de Valois, roi de Pologne
- Sebastian Lubomirski, castellan depuis 1603
- Jan Duwall (Jean Duvall), d'origine française, Prévôt résident de Wojnicz depuis 1758, nommé premier Évêque catholique de Tarnów en 1783
- Piotr Ożarowski, soixante septième et dernier castellan en 1793
- Kazimierz Brodziński (1791-1835), poète, écrivain et professeur à l'Université de Varsovie
- Chaim Kreiswirth (1918-2001), né à Wojnicz, grand spécialiste de la Torah, pendant cinquante ans Rabbin-en-chef d'Anvers, Belgique

## Galerie

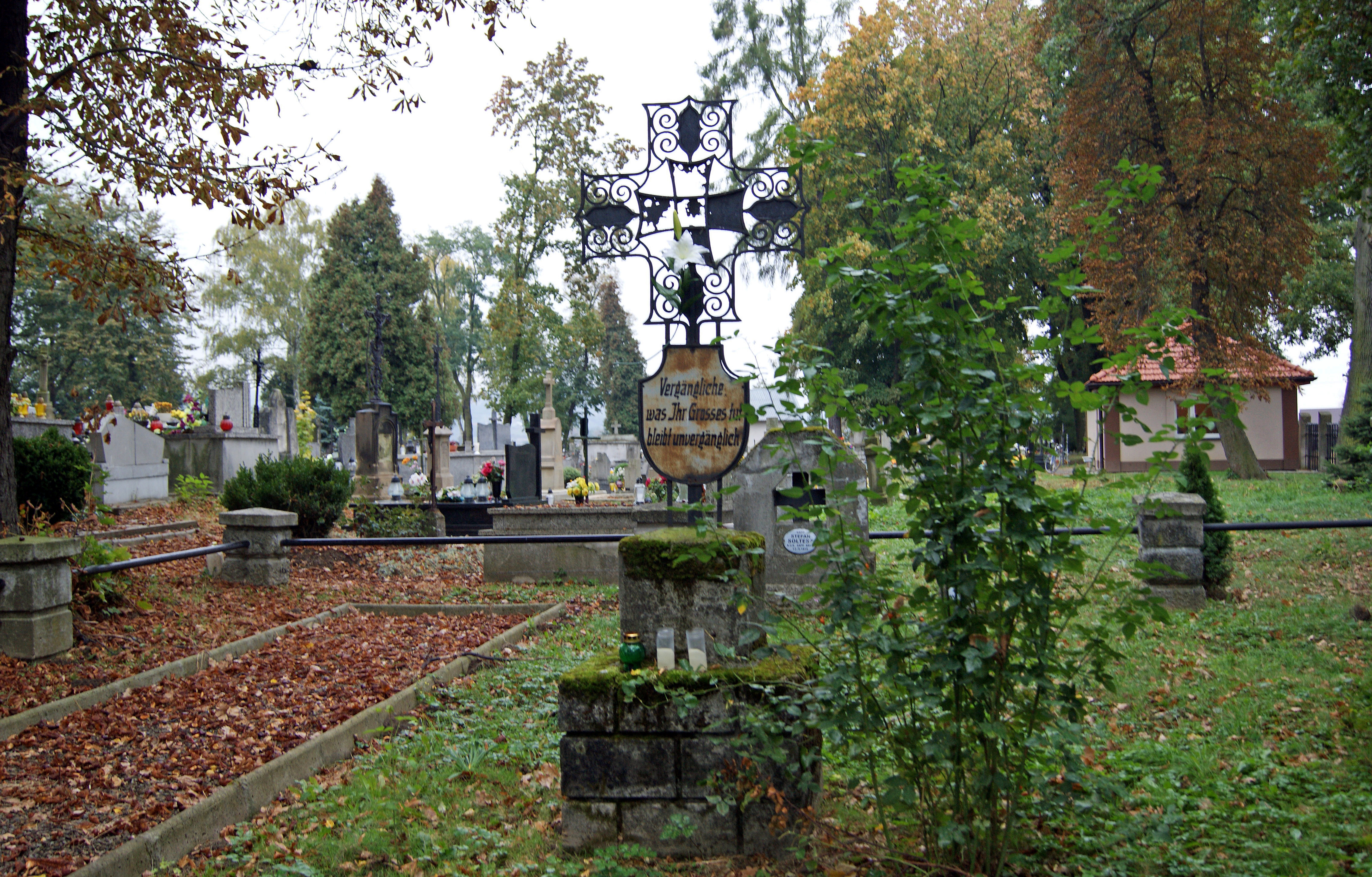
Cimetière militaire no. 285
Wojnicz Collegiale, 17è.
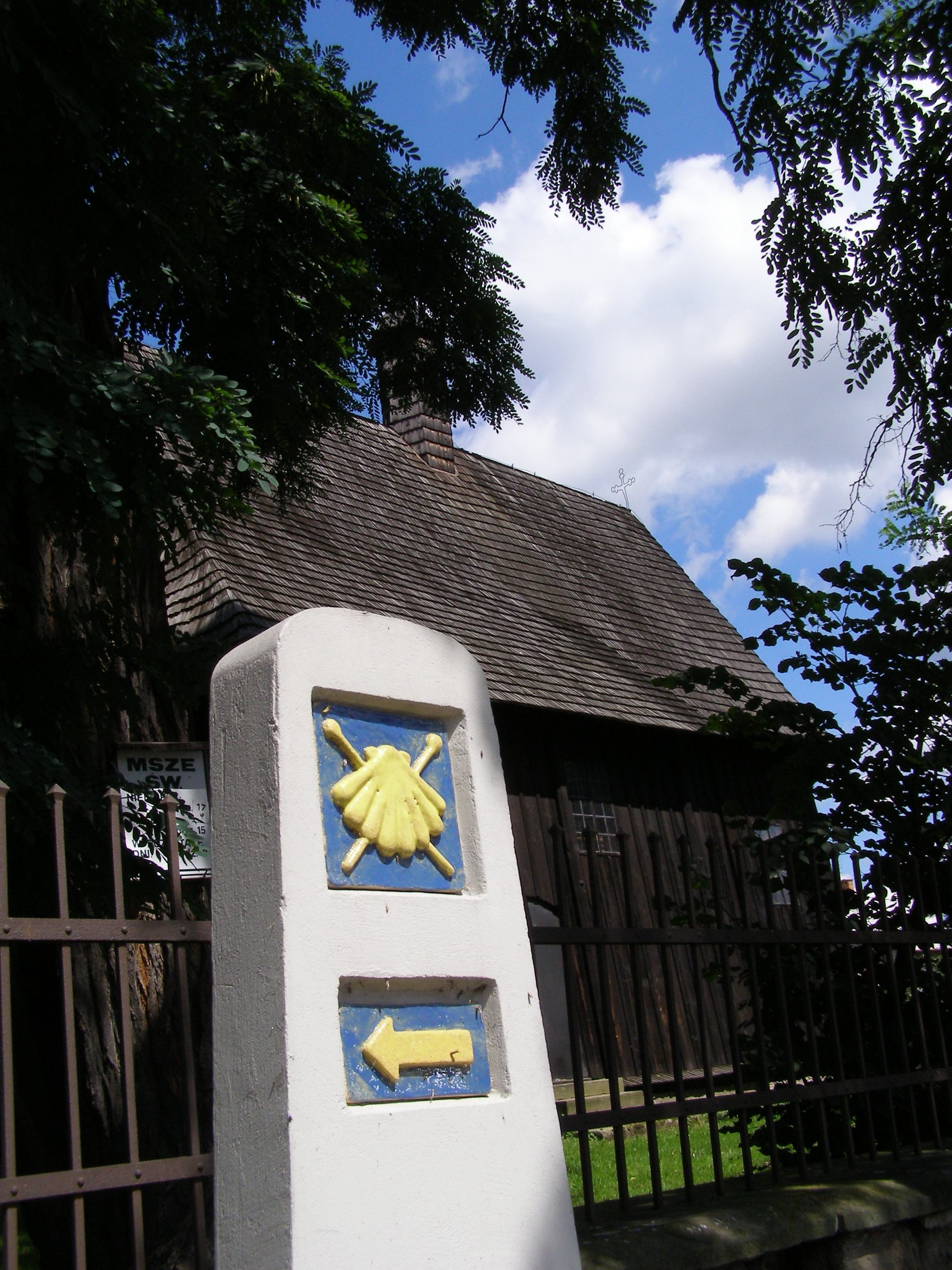
Santiago de Compostela Camino balise
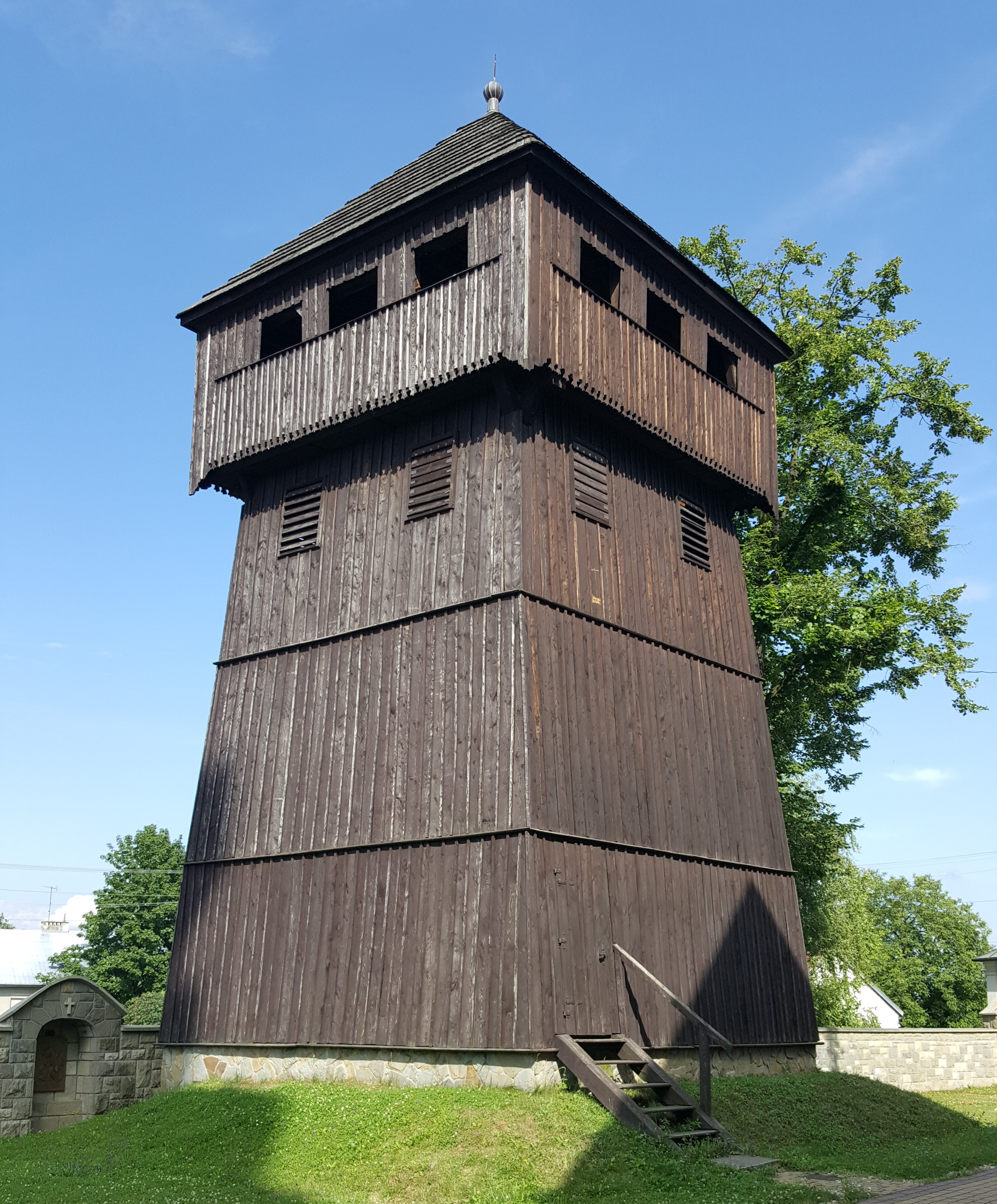
clocher du XVIè Wojnicz
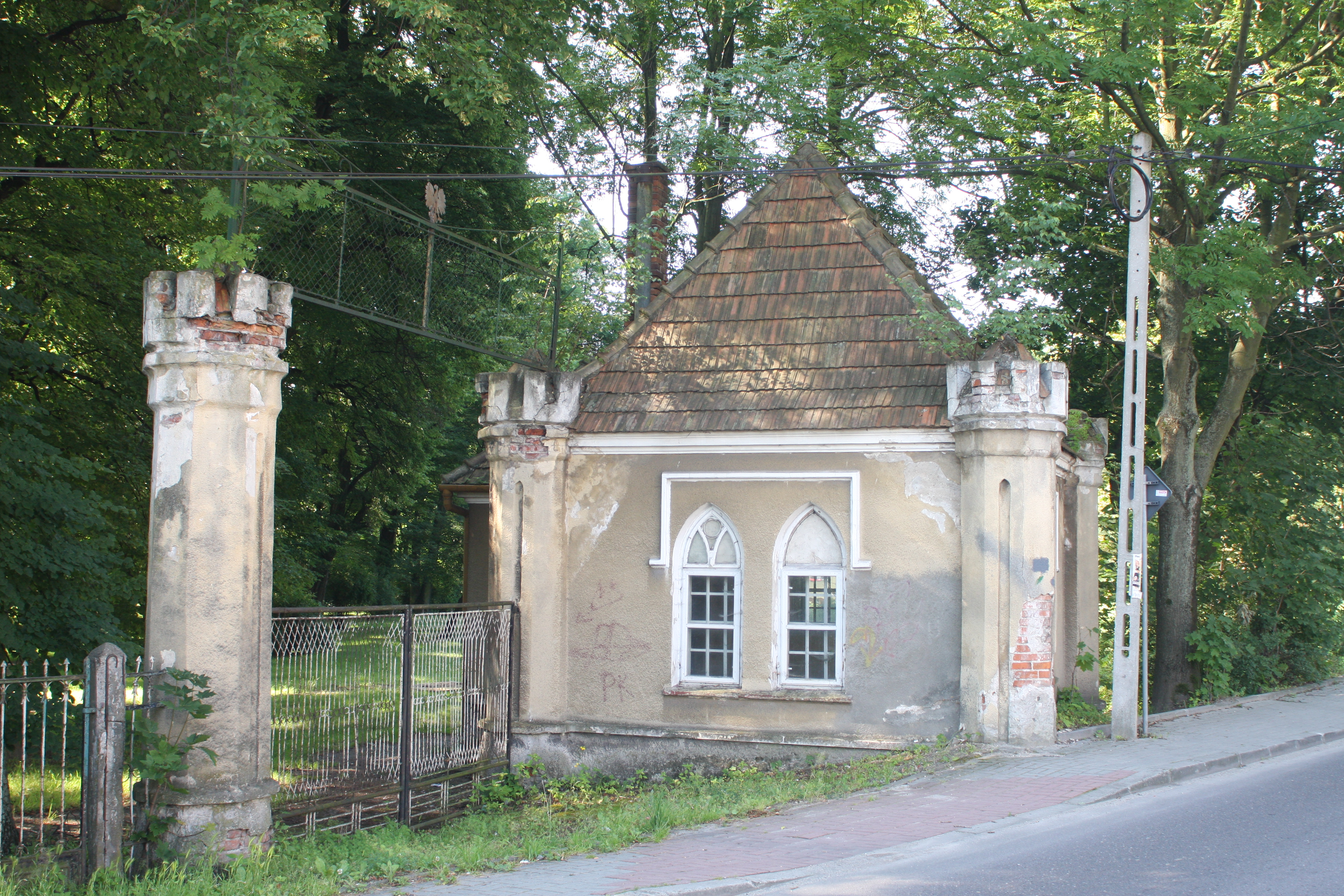
Entrée au Château Dąmbski, XIXè.
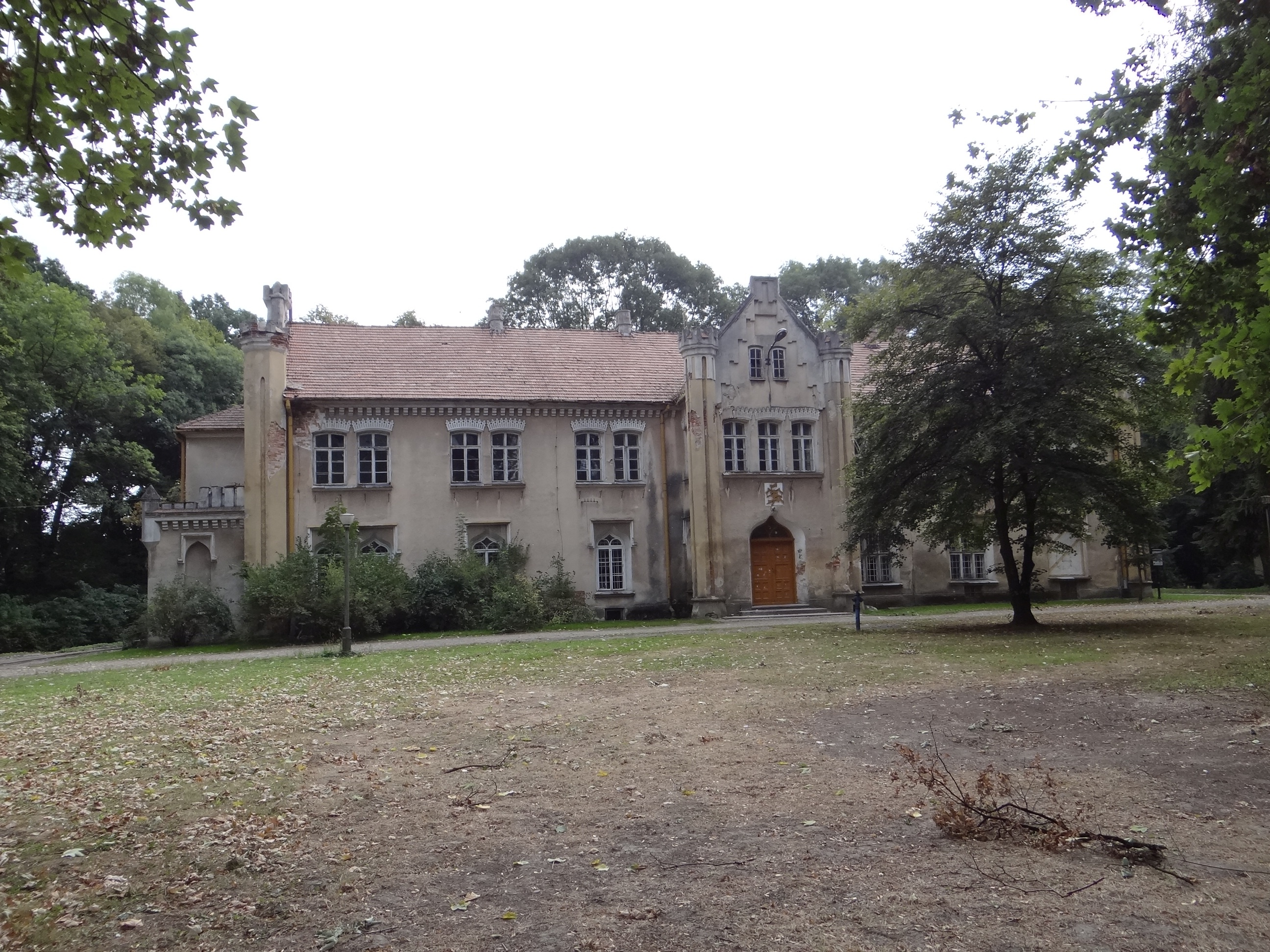
Château Dąmbski de Wojnicz
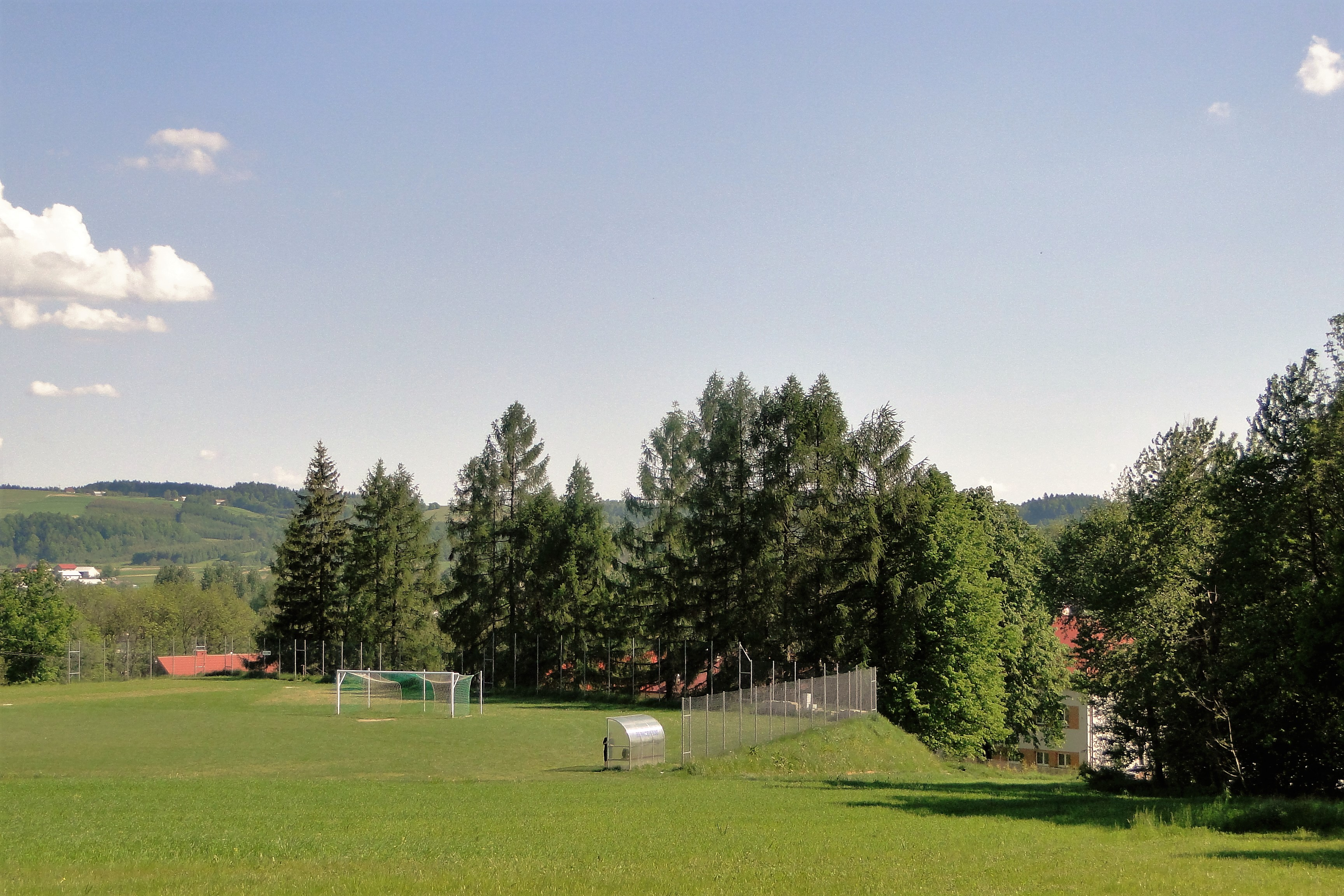
Gmina Wojnicz, Olszyny stadion de sports
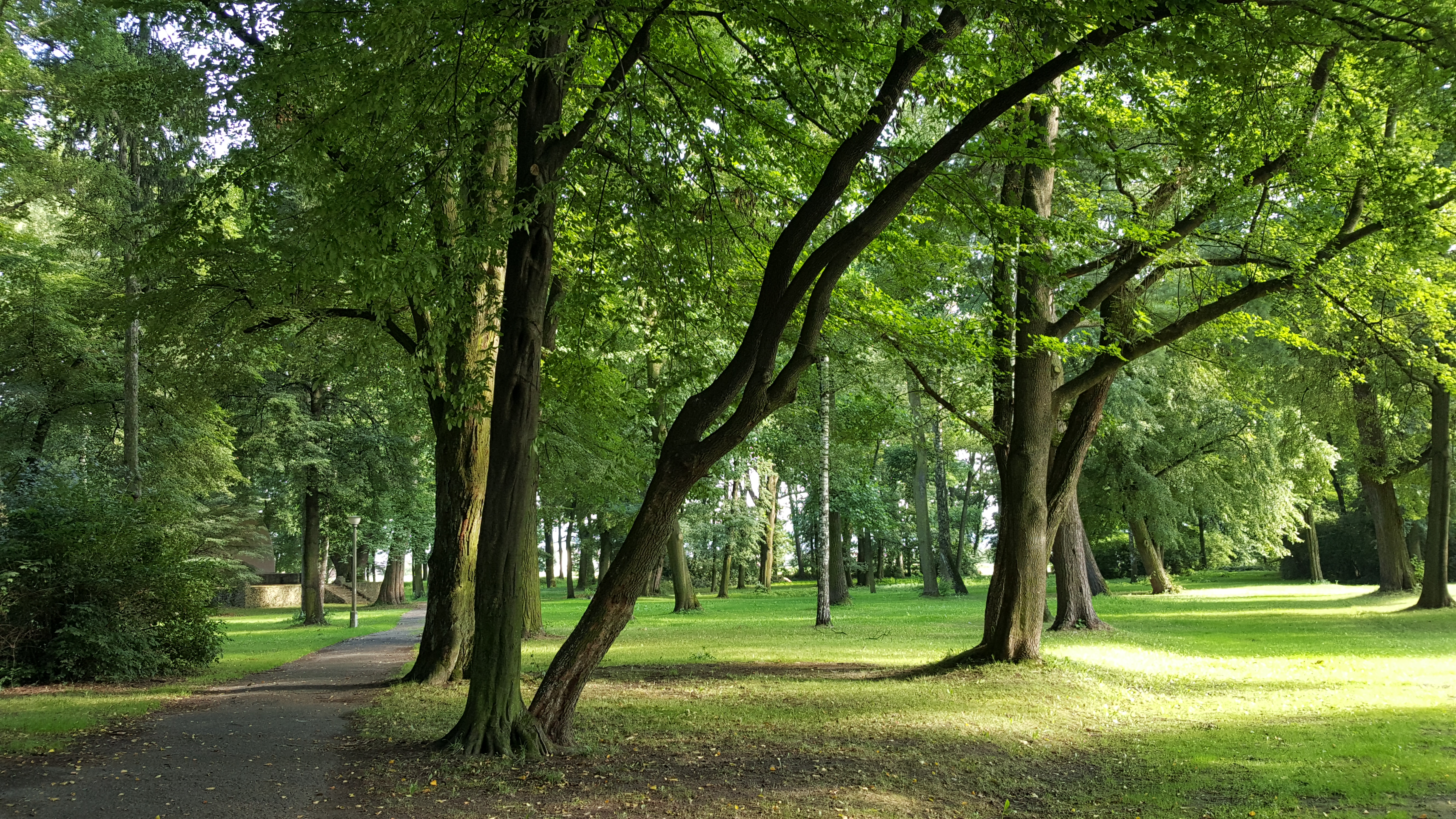
Parc à Wojnicz